# Дейвид Григс
Стенли Дейвид Григс (на английски: Stanley David Griggs) е контраадмирал от USN и астронавт на НАСА, участник в един космически полет.

## Образование
Дейвид Григс завършва Академията на USN в Анаполис, Мериленд през 1962 г. През 1964 г. завършва школа за морски летци. През 1967 г. завършва школа за тест пилоти.

## Военна кариера
Дейвид Григс постъпва на служба в USN 1964 г. Зачислен е в бойна ескадрила 72, оперираща с щурмови самолет A-4 Скайхок. Участва в бойните действия във Виетнам, след като ескадрилата му е базирана на самолетоносачите USS Independence (CV-62) и USS Franklin Roosevelt (CV-42). Прави забележителна кариера във флота и още през 70-те години е произведен в чин контраадмирал. В кариерата си има 9500 полетни часа, от тях 7800 на реактивни самолети. Летял е на 45 различни типа летателни средства. Има повече от 300 приземявания на палубата на самолетонасачи.

## Служба в НАСА
През юли 1970 г. Григс, все още военен е командирован от флота в Космическия център Линдън Джонсън, Хюстън, Тексас, като подпомагащ тест пилот в някои от програмите на НАСА. От 1974 до 1976 г. отново е в НАСА за изпитателни тестове (по това време все още на симулатор, а по-късно и наземни) на космическата совалка. През януари 1976 г. е назначен за ръководител на тренировъчния център на НАСА по програмата Спейс шатъл. На 16 януари 1978 г. е един от първите избрани астронавти от новата Астронавтска група №8. През август 1979 г. завършва общия курс на обучение. От 1979 до 1983 г. Григс работи по софтуера за приземяване на космическата совалка и създаването на автономна маневрена единица (MMU) (на английски: Manned Maneuvering Unit) за свободно придвижване в открития космос. През септември 1983 г. започва подготовка за мисия STS-51D. По време на полета, Дейвид Григс ръководи първото аварийно излизане в открития космос в програмата Спейс шатъл. Следващия му ангажимент е като пилот на мисията STS-33, която е под егидата на Департамента по отбраната и е планирана за ноември 1989 г. Пет седмици преди тази мисия, Д. Григс загива при катастрофа със самолет на възраст 49 години.

### Полети
| Космически полет на Стенли Дейвид Григс                         | Космически полет на Стенли Дейвид Григс | Космически полет на Стенли Дейвид Григс | Космически полет на Стенли Дейвид Григс | Космически полет на Стенли Дейвид Григс | Космически полет на Стенли Дейвид Григс | Космически полет на Стенли Дейвид Григс |
| №                                                               | Дата                                    | КК                                      | Емблема на мисията                      | Функции                                 | Продължителност                         |                                         |
| --------------------------------------------------------------- | --------------------------------------- | --------------------------------------- | --------------------------------------- | --------------------------------------- | --------------------------------------- | --------------------------------------- |
| 1                                                               | 12 април 1985                           | „Дискавъри“, мисия STS-51D              |                                         | Специалист на мисията                   | 6 денонощия 23 часа 55 мин. 23 сек.     |                                         |
| Сумарно време в космоса – 6 денонощия 23 часа 55 минути 23 сек. |                                         |                                         |                                         |                                         |                                         |                                         |

## Награди
- Медал за забележителна служба
- Летателен кръст за заслуги с три дъбови листа;
- Медал за похвална служба;
- Въздушен медал с две сребърни и четири златни звезди;
- Медал за похвала с дъбови листа;
- Медал за национална отбрана;
- Медал на USN за похвала;
- Медал на USN за забележителна служба;
- Медал за бойни действия във Виетнам;
- Медал за участие във Витнамската война;
- Кръст за храброст;
- Медал на НАСА за участие в космически полет.